# 4771 Hayashi
4771 Hayashi eller 1989 RM2 är en asteroid i huvudbältet som upptäcktes 7 september 1989 av de båda japanska astronomerna Kazuro Watanabe och Masayuki Yanai vid Kitami-observatoriet. Den är uppkallad efter Kohsuke Hayashi.
Asteroiden har en diameter på ungefär 13 kilometer.